# Pomacea
Pomacea es un género de moluscos gasterópodos de la familia Ampullariidae (=Pilidae). Los miembros de este género son caracoles dulceacuícola de amplia distribución en el continente americano conocidos más comúnmente como caracoles manzana, aunque dependiendo de la región pueden ser llamados de diferentes maneras como son: “caracoles de laguna, apple snails, caracol dorado, caracol del Paraná, caracol gigante, caracol lunar, churros, churro de agua, sacha, guarura, coroba y cuiba”. Presentan una gran variedad de colores, tanto del cuerpo como de las conchas. 
El género Pomacea es un grupo de caracoles originarios del continente americano que se distribuye por América Central, América del Sur, Las Islas del Mar Caribe y la parte Sur de Norteamérica en la región del Golfo de México y particularmente en la Península de la Florida. Este género cohabita con especies de otros géneros americanos de la familia Ampullariidae como son: Asolene, Felipponea, Marisa y Pomella.
En el hábitat donde desarrolla la vida Pomacea es una zona de condiciones extremas caracterizada por altas temperaturas durante todo el año, siendo prácticamente la única variante y con primordial importancia en la vida de las pomáceas el volumen de precipitaciones estacionales; en esta regiones tropicales solo existen dos estaciones una estación lluviosa y a la cual se le denomina “invierno” caracterizándose la misma por grandes inundaciones como consecuencia del desbordamiento de los cuerpos de agua. La segunda estación que se observa en esta región es la estación seca denominada “verano”, este caracterizado por el retiro de las agua a sus causes naturales al punto de que la mayoría se secan producto de la elevada evaporación y causando una desecación extrema en el ambiente. Para sobrevivir en estas condiciones tan extremas, las pomáceas han desarrollado estrategias morfológicas y fisiológicas como son la capacidad de estivación (sueño estival) y el desarrollo de un doble sistema de respiración mediante el empleo de branquias (ctenidios) para la respiración acuática y pulmón para la respiración aérea.
Son unas populares mascotas de acuario, ya que son excelentes limpiadores de detritos. La especie más común es Pomacea bridgesii. La especie más grande es Pomacea maculata, que puede alcanzar los 15 cm de diámetro y pesar cerca de 600 g de peso.

## Morfología general
Concha de forma globosa dextrógira, pudiendo variar desde delgada algo frágil hasta gruesa fuerte y la espira corta de vueltas convexas. En cuanto al tamaño se tienen desde mediano 4 a 5 cm hasta grande 13 – 15 cm. La vuelta del cuerpo es grande y expandida, con respecto al ombligo se tiene que puede estar ausente hasta muy amplio y profundo. La abertura de la concha es por lo general grande y ovalada. El opérculo es coriáceo, transparente y frágil. La columela por lo general es fuerte y algo inclinada. La coloración de las conchas puede variar desde pardo oscuro casi negro hasta el ocre algo verdoso, pudiendo o no presentar bandas espirales de color marrón chocolate. 
En el cuerpo de Pomacea se pueden observar las siguientes regiones:
El pie es musculoso y es al que está unido el opérculo en su parte dorsal. 
La masa visceral donde se halla el hepatopáncreas, gónadas, aparato digestivo, nefridios y la cavidad pericardial. El manto, el cual es la membrana que cubre la mitad anterior del cuerpo del animal,  tiene la función de secretar la concha.
El rostro en el cual se observan dos apéndices tentaculiformes denominados palpos labiales, un par de tentáculos largos, los ojos se localizan en la base de los tentáculos y dos lóbulos bucales plegados conformando el canal dorsal, El canal del lóbulo nucal izquierdo puede cerrarse al unir los bordes para constituir el sifón que lleva aire al pulmón. 
Con el resto de los géneros de la familia Ampullaridae comparte la característica de presentar un doble sistema de respiración consistente en branquia (ctenidia) y un pulmón; en la cavidad pericardial presenta una estructura en la aorta anterior denominada “ampulla”; debido a la existencia de esta estructura se debe el nombre de la familia.

## Taxonómica y sistemática
Pomacea es un género de caracoles dulceacuícolas de la familia Ampullariidae que fue descrito por G. Perry, 1810 en su obra “Arcana of the Museum of Natural History”. 

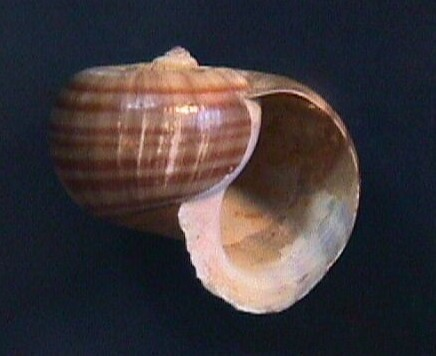
Pomacea (Effusa) glauca orinocensis

En la actualidad se han descrito más de 100 especies del género Pomacea, muchas de ella de dudoso estatus taxonómico específico. Con las investigaciones que se realicen en el futuro es posible que el alto número de especie descritas para el género queden reducidos a unas 50 o 60.
Generalmente las especies del género se organizan en tres subgéneros:
- Subgénero Pomacea. Caracterizado por conchas de contextura variable generalmente globosa, con ombligo estrecho y profundo.

- Subgénero Limnopomus. Con conchas fuertes y de tamaño pequeño máximo cinco centímetros, carentes de ombligo y espira baja.

- Subgénero Effusa. Con conchas más anchas que largas, presentando amplios ombligos profundos y espiras muy bajas.

## Biología y ecología

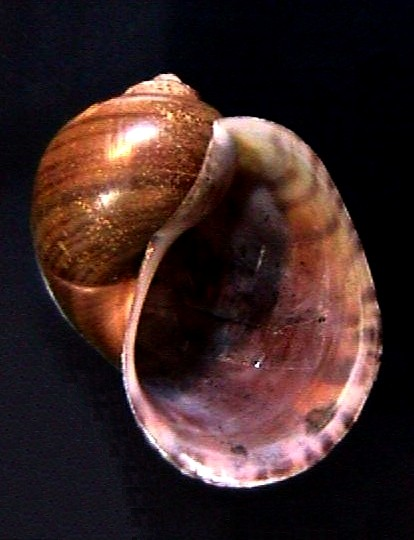
Pomacea (Pomacea) haustrum

Uno de los aspectos más interesantes de la biología de las pomáceas es su capacidad de estivar que es mecanismo de respuesta desarrollado para sobrevivir durante el tiempo de condiciones adversas que se produce en la estación seca (verano). En este proceso el animal se retrae dentro de sus concha y sellándola fuertemente con el opérculo y disminuye al mínimo todas las funciones corporales, en esta condición pueden permanecer de 4 a 5 meses hasta que vuelvan la lluvias de la siguiente temporada lluviosa (invierno).
Las pomáceas poseen sexos separados y la cópula se lleva a cabo en el agua mientras flora entre la vegetación acuática, esta ocurre en la temporada de lluvia. La ovoposición se produce poco después del apareamiento y las estrategias son variables en la mayoría de las especies se colocan masas gelatinosas de huevos de número y coloración variable las cuales son adheridas a la vegetación acuática, en esta estrategia nacen los nuevos caracoles durante la estación lluviosa; en una segunda estrategia común en las especies más grandes en tamaño, la puesta de los huevos ocurre antes de que la madre se retraiga dentro de su concha justo antes comenzar el proceso de estivación, en esta estrategia la madre los huevos permanecen enterrados estivando y produce la eclosión al iniciarse la siguiente temporada lluviosa.

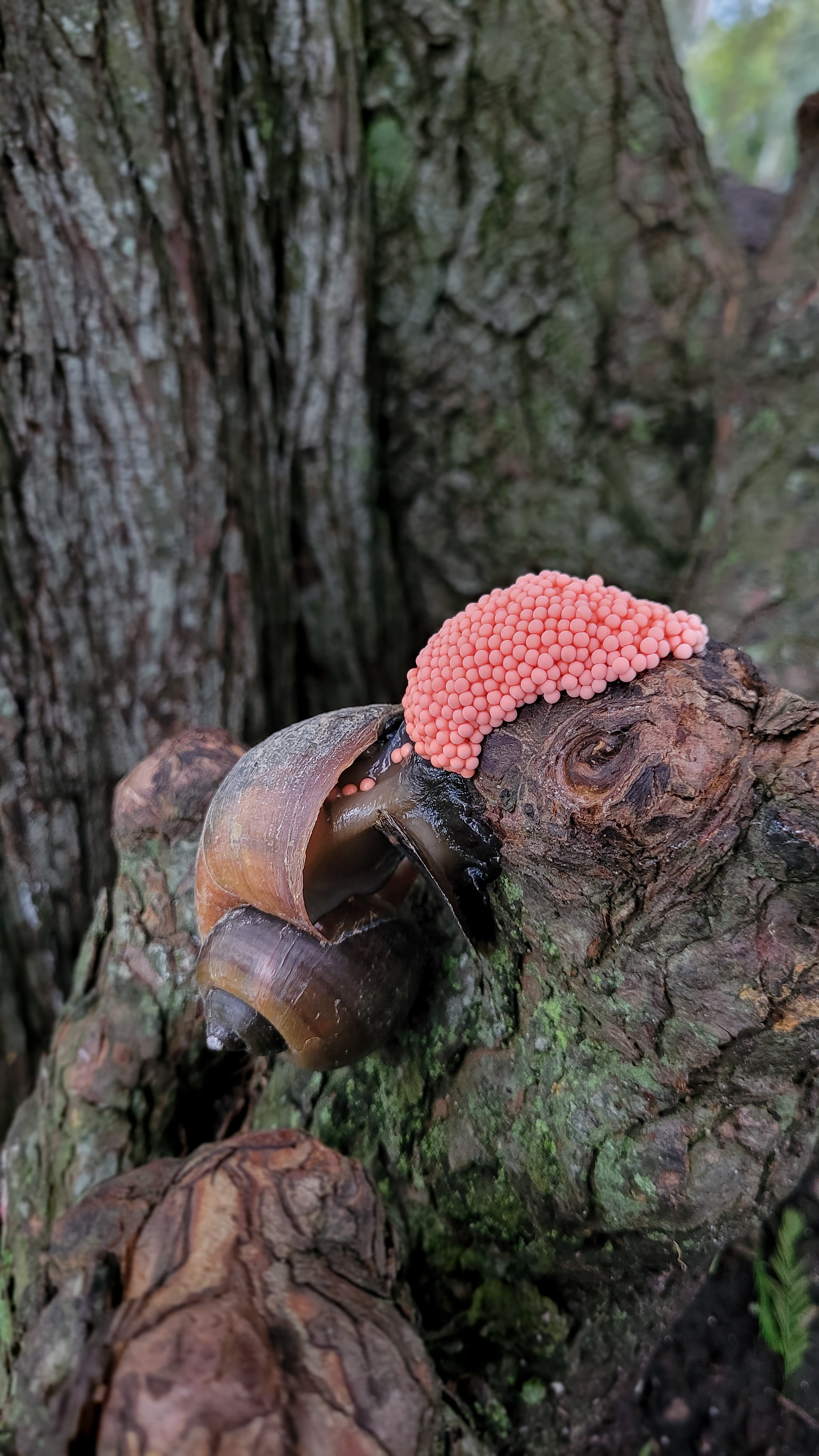
Hembra de Pomacea sp. (posiblemente híbrido entre P. canaliculata y P. maculata) oviponiendo sus coloridas masas de huevos a primeras horas de la mañana sobre el neumostoma de un Ciprés calvo, en el lago de un parque (El Bosque) en la ciudad de La Plata, Buenos Aires, Argentina.

Las pomáceas son de hábito alimenticio herbívoro - detritivoro generalmente alimentándose de la vegetación flotante como de la ribereña, es común observarla habitando en los cultivos de arroz donde se les considera plagas. 
Muchos autores le dan importancia a los miembros de este género ya que debido al número elevado de organismos de estas especies son un importante eslabón en las cadenas alimenticias del medio ambiente donde habían, existiendo especie de aves como el carrao (Aramus guarauna) y el gavilán carcelero (Rosthramus sociabilis) que prácticamente solo se alimentan de pomáceas; también ellas constituyen fuente alimento en menor grado para otras aves, peces, tortugas, caimanes y cocodrilos. Por otra parte en lo que respecta al hombre en regiones de las cuencas de los ríos Amazonas, Orinoco y Paraná constituyen alimento para las poblaciones que esas regiones habitan.

## Importancia médico sanitaria y veterinaria

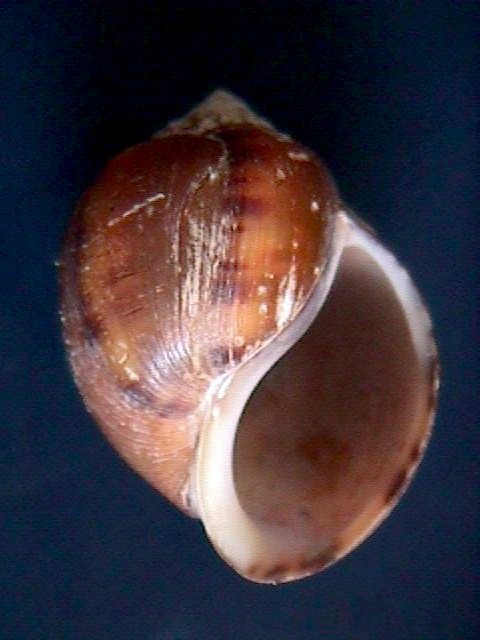
Pomacea (Limnopomus) interrupta

Los helmintos trematodos y nematodos, necesitan en alguna etapa de su ciclo vida un hospedador molusco.
En varias especies de pomáceas se han observado infecciones de etapas larvarias helmintos peligrosos para las poblaciones humanas o de interés veterinario.
Por otra parte, varias especies de Pomacea (P. glauca, P. lineata y P. haustrun ) se han utilizado en el control biológico de otros caracoles, principalmente de la familia Planorbidae transmisores de peligrosas enfermedades como la esquistosomiasis y angiostrongiliasis.

## Distribución
El género Pomacea es originario de América y su distribución original va desde el Sur de los Estados Unidos por los estados que colindan con el Golfo de México, América Central y las sabanas de América del Sur hasta los cuarenta grados de latitud Sur en Argentina. De igual forma se han señalado especies en las islas del Mar Caribe. Secundariamente, algunas especies de este género como Pomacea bridgesii, Pomacea canaliculata y Pomacea maculata han invadido extensas regiones de la India y de Sureste asiático, Indochina, Australia, Japón y el archipiélago Hawaiano.
En Europa es plaga en arrozales del delta del Ebro, y aunque en otras partes del globo terráqueo aún no se han señalado en ambiente silvestre, es común observarlas en tiendas de acuarios y en acuarios caseros, por lo que de no guardar precauciones no sería extraño que también lleguen a establecer poblaciones, allí donde las condiciones ambientales lo permitan. Ello ha llevado a su declaración como especie invasora en el Real Decreto 630/2013, de 2 de agosto, por el que se regula el listado y catálogo español de especies exóticas invasoras. Las especies más comunes observadas en acuarios son Pomacea bridgesii, Pomacea canaliculata, Pomacea flagellata, Pomacea glauca, Pomacea haustrum, Pomacea lineata, Pomacea maculata y Pomacea urceus.